# .cx
Pour les articles homonymes, voir CX.
.cx est le domaine de premier niveau national (country code top level domain : ccTLD) réservé à l'île Christmas (Australie).